# Robert Graves
Robert von Ranke Graves (24. července 1895 – 7. prosince 1985) byl anglický badatel, literární kritik a spisovatel (básník i romanopisec). Během svého dlouhého života vytvořil více než 140 děl. Jeho otcem byl anglicko-irský spisovatel Alfred Perceval Graves, matka byla německého původu.

## Život
Narodil se ve Wimbledonu v Anglii. Chodil na školu Charterhouse v Godalmingu a získal stipendium na St John's College na Oxfordské univerzitě. Tak či onak, výhled na strávení čtyř let studiem latiny a řečtiny se mu v devatenácti letech moc nezamlouval. Po vzplanutí první světové války tedy téměř okamžitě narukoval do Royal Welch Fusiliers (RWF; nejstarší waleský pěší regiment britské armády). V roce 1916 vydal svoji první básnickou sbírku Over The Brazier, ale později se svoji válečnou poezii snažil potlačit. V témže roce během bitvy na řece Sommě utrpěl tak vážná zranění, že byla jeho rodina informována o jeho smrti. Ovšem uzdravil se, i když za cenu trvalého poškození plic. Po krátkém období zpět ve Francii strávil zbytek války v Anglii, ačkoli se snažil vrátit se zpět na frontu.
V roce 1917 sehrál důležitou roli v záchraně svého známého, básníka Siegfrieda Sassoona, před válečným soudem poté, co dezertoval a napsal svému veliteli dopis, ve kterém odsuzoval válku. Tito dva důstojníci se stali blízkými přáteli, když spolu sloužili v RWF. Jeho životopisy toto dobře dokumentují a novela Pat Barkerové Regeneration o tom také vypráví. Intenzita jejich raného vztahu není nikde jasněji demonstrována než v jeho sbírce Fairies and Fusiliers (1916), která obsahuje mnoho básní oslavujících jejich přátelství. Sassoon se sám zmiňoval o „silném sexuálním elementu“, jemuž nasvědčuje silná citová povaha dochované korespondence mezi oběma muži. Díky Sassoonovi se také setkal s Wilfredem Owenem, jehož talent okamžitě rozpoznal. Owen se také zúčastnil jeho svatby s Nancy Nicholsonovou v roce 1918.
Po jeho svatbě a konci první světové války znovu nastoupil na Oxfordskou univerzitu a snažil se uživit s pomocí malého obchodu. Tento podnik však brzo ztroskotal. Roku 1926 nastoupil na místo na káhirské univerzitě, doprovázen svojí ženou, dětmi a básnířkou Laurou Ridingovou. Brzo se však vrátil do Londýna, aby se za bouřlivých okolností rozvedl se svojí ženou (Ridingová se totiž pokusila o sebevraždu). Poté žil s Ridingovou na Mallorce. Zde pokračovali ve vydávání knih v rubrice Seizin Press, založili a upravovali literární časopis Epilogue a společně napsali, mezi mnoha jinými díly, dvě velmi úspěšné akademické knihy: A Survey of Modernist Poetry (1927) a A Pamphlet Against Anthologies (1928) (obě měly velký vliv na moderní literární kritiku). Mnozí tvrdí, že A Survey of Modernist Poetry zahájilo éru moderní literární kritiky a je zajisté pravdou, že to byla jedna z několika prvních prací, které se zabývaly moderní poezií a literaturou (předchozí spisovatelé ji označovali jako „moderním hnutí“ a podobnými frázemi). V roce 1927 vydal také komerčně úspěšný životopis T. E. Lawrence – Lawrence and the Arabs.

## Kariéra

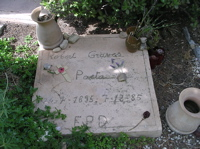
Gravesův hrob na Mallorce

Roku 1929 vydal Graves Goodbye to All That (zrevidováno a znovu vydáno autorem roku 1957); získalo mu to sice úspěch, ale stálo ho to mnoho přátel, za zmínku stojí např. Siegfried Sassoon. V roce 1936 byli donuceni opustit Mallorcu kvůli španělské občanské válce. Roku 1934 vydal svou nejúspěšnější knihu Já, Claudius. S použitím klasických zdrojů zkonstruoval složitý a přesvědčivý příběh života římského císaře Claudia. Příběh pokračoval knihou Claudius Bůh a jeho žena Messalina (1935). Další historický román Count Belisarius (1938) vypráví o kariéře byzantského vojevůdce Belisara.
V roce 1939 se ubytovali v pensylvánském New Hope. Zajímavé podrobnosti jejich tamního pobytu a jejich náhlého rozchodu byly sepsány v několika knihách: T.S. Matthews, šéfredaktor magazínu Time, vydal faktický souhrn v Jacks or Better (1977) a Miranda Seymour, která napsala jeden z jeho životopisů, předkládá vymyšlenou verzi ve svém románu The Summer of '39 (1998). Za zmínku stojí také Richard Perceval Graves: Robert Graves: 1927–1940, The Years with Laura.
Poté, co se vrátil zpět do Anglie, započal nový vztah s Beryl Hodgeovou, ženou Alana Hodge. Roku 1941 vydal The Long Week-End, ve spolupráci s Alanem Hodgem. Později také spolupracoval s Alanem Hodgem na The Reader Over Your Shoulder (1943). Revize z roku 1947 byla vydána pod názvem The Use and Abuse of the English Language. Roku 1946 si znovu vytvořil domov na Mallorce a v roce 1950 si vzal Beryl. Roku 1946 ještě vydal historický román King Jesus (Král Ježíš). Roku 1948 vydal kontroverzní The White Goddess a pokračoval řadou afér a milostných pletek. V roce 1953 publikoval The Nazarene Gospel Restored s Joshuou Podrem. V roce 1955 vydal hojně komentovanou verzi The Greek Myths (Řecké mýty). Dokonce ti, které nepřesvědčila White Goddess, uznali úplnost a přesnost jeho sbírky mýtů. V roce 1956 vydal sbírku povídek Catacrok! Mostly Stories, Mostly Funny. Roku 1961 se stal profesorem poezie na Oxfordské univerzitě, toto místo si udržel až do roku 1966.
Ve své poezii byl obrazoborec, odsuzoval mnoho z vývojů modernistické školy poezie a udržoval si velmi osobitý pohled na hodnotu mnoha literárních děl. Jeho domov na Mallorce se stal něčím podobným jako Mecca pro obrazoborce, rebely všeho druhu, a rozličné lidi jako např. Len Lye, William Gaddis a Robert Wyatt, kteří sem pak putovali. Udržení této lásky bylo jediným správným předmětem pro poezii. On sám omezil většinu své poezie na krátké básně, u mnohých z nich bylo zapotřebí porozumění The White Goddess. O svých historických románech (např. Já, Claudius a Count Belisarius) si původně myslel, že to jsou prostě bezvýznamné komerční produkty, avšak ty byly hodnoceny velmi kladně. Je uznáván jako romanopisec, avšak jako Thomas Hardy (kterého Graves znal a velmi obdivoval), on sám se vždy v první řadě považoval za básníka.
Zemřel 7. prosince 1985 po dlouhé nemoci a pozvolné mentální degeneraci. On a Beryl Pritchardová jsou připomínáni prostým náhrobním kamenem na malém hřbitově na kopci hledícím na moře na severozápadních březích Mallorky. Film vypovídající o jeho bouřlivém vztahu s Laurou Ridingovou, nazvaný Poetic Unreason, byl uveden na jaře roku 2005.
Měl osm dětí: Jenny, David, Catherine (vzala si jaderného fyzika Clifforda Dantona), Sam (s Nancy Nicholsonovou); William, Lucia (překladatelka), Juan a Tomas s Beryl Pritchardovou.

## Dílo

### Poezie
- Over the Brazier. Londýn: The Poetry Bookshop, 1916; New York: St Martins Press, 1975.
- Goliath and David. Londýn: Chiswick Press, 1917.
- Fairies and Fusiliers. Londýn: William Heinemann,1917; New York: Alfred. A. Knopf, 1918.
- Treasure Box. Londýn: Chiswick Press, 1920.
- Country Sentiment. Londýn: Martin Secker, 1920; New York: Alfred. A. Knopf, 1920.
- The Pier-Glass. Londýn: Martin Secker, 1921; New York: Alfred. A. Knopf, 1921.
- Whipperginny. Londýn: William Heinemann, 1923; New York: Alfred. A. Knopf, 1923.
- The Feather Bed. Richmond, Surrey: Hogarth Press, 1923.
- Mock Beggar Hall. Londýn: Hogarth Press, 1924.
- Welchmans Hose. Londýn: The Fleuron, 1925.
- Poems. Londýn: Ernest Benn, 1925.
- The Marmosites Miscellany (jako John Doyle). Londýn: Hogarth Press, 1925.
- Poems (1914-1926). Londýn: William Heinemann, 1927; New York: Doubleday, 1929.
- Poems (1914-1927). Londýn: William Heinemann, 1927.
- Poems 1929. Londýn: Seizin Press, 1929.
- Ten Poems More. Paříž: Hours Press, 1930.
- Poems 1926-1930. Londýn: William Heinemann, 1931.
- To Whom Else? Deià, Mallorca: Seizin Press, 1931.
- Poems 1930-1933. Londýn: Arthur Barker, 1933.
- Collected Poems. Londýn: Cassell, 1938; New York: Random House, 1938.
- No More Ghosts: Selected Poems. Londýn: Faber & Faber, 1940.
- Work in Hand, s Normanem Cameronem and Alanem Hodgem. Londýn: Hogarth Press, 1942.
- Poems. Londýn: Eyre & Spottiswoode, 1943.
- Poems 1938-1945. Londýn: Cassell, 1945; New York: Creative Age Press, 1946.
- Collected Poems (1914-1947). Londýn: Cassell, 1948.
- Poems and Satires. Londýn: Cassell, 1951.
- Poems 1953. Londýn: Cassell, 1953.
- Collected Poems 1955. New York: Doubleday, 1955.
- Poems Selected by Himself. Harmondsworth: Penguin, 1957; rev. 1961, 1966, 1972, 1978.
- The Poems of Robert Graves. New York: Doubleday, 1958.
- Collected Poems 1959. Londýn: Cassell, 1959.
- The Penny Fiddle: Poems for Children. Londýn: Cassell, 1960; New York: Doubleday, 1961.
- More Poems 1961. Londýn: Cassell, 1961.
- Collected Poems. New York: Doubleday, 1961.
- New Poems 1962. Londýn: Cassell, 1962; as New Poems. New York: Doubleday, 1963.
- The More Deserving Cases: Eighteen Old Poems for Reconsideration. Marlborough: Marlborough College Press, 1962.
- Man Does, Woman Is. Londýn: Cassell, 1964; New York: Doubleday, 1964.
- Ann at Highwood Hall: Poems for Children. Londýn: Cassell, 1964.
- Love Respelt. Londýn: Cassell, 1965; New York: Doubleday, 1966.
- Collected Poems 1965. Londýn: Cassell, 1965.
- Seventeen Poems Missing from 'Love Respelt'. soukromé vydání, 1966.
- Colophon to 'Love Respelt'. soukromé vydání, 1967.
- Poems 1965-1968. Londýn: Cassell, 1968; New York: Doubleday, 1969.
- Poems About Love. Londýn: Cassell, 1969; New York: Doubleday, 1969.
- Love Respelt Again. New York: Doubleday, 1969.
- Beyond Giving. soukromé vydání, 1969.
- Poems 1968-1970. Londýn: Cassell, 1970; New York: Doubleday, 1971.
- The Green-Sailed Vessel. soukromé vydání, 1971.
- Poems: Abridged for Dolls and Princes. Londýn: Cassell, 1971.
- Poems 1970-1972. Londýn: Cassell, 1972; New York: Doubleday, 1973.
- Deià, A Portfolio. Londýn: Motif Editions, 1972.
- Timeless Meeting: Poems. soukromé vydání, 1973.
- At the Gate. soukromé vydání, Londýn, 1974.
- Collected Poems 1975. Londýn: Cassell, 1975.
- New Collected Poems. New York: Doubleday, 1977.
- The Centenary Selected Poems. ed. Patrick Quinn. Manchester: Carcanet Press, 1995.
- Complete Poems Volume 1. ed. Beryl Graves a Dunstan Ward. Manchester: Carcanet Press, 1995.
- Complete Poems Volume 2. ed. Beryl Graves a Dunstan Ward. Manchester: Carcanet Press, 1996.
- Complete Poems Volume 3. ed. Beryl Graves a Dunstan Ward. Manchester: Carcanet Press, 1999.
- The Complete Poems in One Volume. ed. Beryl Graves a Dunstan Ward. Manchester: Carcanet Press, 2000.

### Beletrie
- My Head! My Head!. Londýn: Sucker, 1925; Alfred. A. Knopf, New York, 1925.
- The Shout. Londýn: Mathews & Marrot, 1929.
- No Decency Left (společně Laurou Ridingovou) (jako Barbara Richová). Londýn: Jonathan Cape, 1932.
- The Real David Copperfield. Londýn: Arthur Barker, 1933; jako David Copperfield, od Charlese Dickense, zestručněno Robertem Gravesem, ed. M. P. Paine. New York: Harcourt, Brace, 1934.
- Já, Claudius. Londýn: Arthur Barker, 1934; New York: Smith & Haas, 1934.
- Claudius Bůh a jeho žena Messalina. Londýn: Arthur Barker, 1934; New York: Smith & Haas, 1935.
- Antigua, Penny, Puce. Deià, Mallorca/Londýn: Seizin Press/Constable, 1936; New York: Random House, 1937.
- Count Belisarius. Londýn: Cassell, 1938: Random House, New York, 1938.
- Sergeant Lamb of the Ninth. Londýn: Methuen, 1940; jako Sergeant Lamb's America. New York: Random House, 1940.
- Proceed, Sergeant Lamb. Londýn: Methuen, 1941; New York: Random House, 1941.
- The Story of Marie Powell: Wife to Mr. Milton. Londýn: Cassell, 1943; jako Wife to Mr Milton: The Story of Marie Powell. New York: Creative Age Press, 1944.
- The Golden Fleece. Londýn: Cassell, 1944; jako Hercules, My Shipmate. New York: Creative Age Press, 1945.
- King Jesus. New York: Creative Age Press, 1946; Londýn: Cassell, 1946.
- Watch the North Wind Rise. New York: Creative Age Press, 1949; jako Seven Days in New Crete. Londýn: Cassell, 1949.
  - vydáno v češtině po názvem Zvedá se severní vítr.
- The Islands of Unwisdom. New York: Doubleday, 1949; jako The Isles of Unwisdom. Londýn: Cassell, 1950.
- Homer's Daughter. Londýn: Cassell, 1955; New York: Doubleday, 1955.
- Catacrok! Mostly Stories, Mostly Funny. Londýn: Cassell, 1956.
- They Hanged My Saintly Billy. Londýn: Cassell, 1957; New York: Doubleday, 1957.
- Collected Short Stories. Doubleday: New York, 1964; Cassell, Londýn, 1965.
- An Ancient Castle, Londýn: Peter Owen, 1980.

### Ostatní díla
- On English Poetry. New York: Alfred. A. Knopf, 1922; Londýn: Heinemann, 1922.
- The Meaning of Dreams. Londýn: Cecil Palmer, 1924; New York: Greenberg, 1925.
- Poetic Unreason and Other Studies. Londýn: Cecil Palmer, 1925.
- Contemporary Techniques of Poetry: A Political Analogy. Londýn: Hogarth Press, 1925.
- Another Future of Poetry. Londýn: Hogarth Press, 1926.
- Impenetrability or The Proper Habit of English. Londýn: Hogarth Press, 1927.
- The English Ballad: A Short Critical Survey. Londýn: Ernest Benn, 1927; revidováno jako English and Scottish Ballads. Londýn: Willaim Heinemann, 1957; New York: Macmillan, 1957.
- Lars Porsena or The Future of Swearing and Improper Language. Londýn: Kegan Pall, Trench, Trubner, 1927; E.P. Dutton, New York, 1927; revidováno jako The Future of Swearing and Improper Language. Londýn: Kegan Paul, Trench, Trubner, 1936.
- A Survey of Modernist Poetry (s Laurou Ridingovou). Londýn: William Heinemann, 1927; New York: Doubleday, 1928.
- Lawrence and the Arabs. Londýn: Jonathan Cape, 1927; jako Lawrence and the Arabian Adventure. New York: Doubleday, 1928.
- A Pamphlet Against Anthologies (s Laurou Ridingovou). Londýn: Jonathan Cape, 1928; jako Against Anthologies. New York: Doubleday, 1928.
- Mrs. Fisher or The Future of Humour. Londýn: Kegan Paul, Trench, Trubner, 1928.
- Goodbye to All That: An Autobiography. Londýn: Jonathan Cape, 1929; New York: Jonathan Cape and Smith, 1930; rev., New York: Doubleday, 1957; Londýn: Cassell, 1957; Penguin: Harmondsworth, 1960.
- But It Still Goes On: An Accumulation. Londýn: Jonathan Cape, 1930; New York: Jonathan Cape and Smith, 1931.
- T. E. Lawrence to His Biographer Robert Graves. New York: Doubleday, 1938; Londýn: Faber & Faber, 1939.
- The Long Weekend (s Alanem Hodgem). Londýn: Faber & Faber, 1940; New York: Macmillan, 1941.
- The Reader Over Your Shoulder (s Alanem Hodgem). Londýn: Jonathan Cape, 1943; New York: Macmillan, 1943.
- The White Goddess. Londýn: Faber & Faber, 1948; New York: Creative Age Press, 1948; rev., Londýn: Faber & Faber, 1952, 1961; New York: Alfred. A. Knopf, 1958.
- The Common Asphodel: Collected Essays on Poetry 1922-1949. Londýn: Hamish Hamilton, 1949.
- Occupation: Writer. New York: Creative Age Press, 1950; Londýn: Cassell, 1951.
- The Nazarene Gospel Restored (s Joshuem Podro). Londýn: Cassell, 1953; New York: Doubleday, 1954.
- The Greek Myths. Londýn: Penguin, 1955; Baltimore: Penguin, 1955.
- The Crowning Privilege: The Clark Lectures, 1954-1955. Londýn: Cassell, 1955; New York: Doubleday, 1956.
- Adam's Rib. Londýn: Trianon Press, 1955; New York: Yoseloff, 1958.
- Jesus in Rome (s Joshuem Podro). Londýn: Cassell, 1957.
- Steps. Londýn: Cassell, 1958.
- 5 Pens in Hand. New York: Doubleday, 1958.
- Food for Centaurs. New York: Doubleday, 1960.
- Greek Gods and Heroes. New York: Doubleday, 1960; as Myths of Ancient Greece. Londýn: Cassell, 1961.
- Selected Poetry and Prose (ed. James Reeves). Londýn: Hutchinson, 1961.
- Oxford Addresses on Poetry. Londýn: Cassell, 1962; New York: Doubleday, 1962.
- The Siege and Fall of Troy. Londýn: Cassell, 1962; New York: Doubleday, 1963.
- The Big Green Book. New York: Crowell Collier, 1962; Penguin: Harmondsworth, 1978.Ilustroval Maurice Sendak
- Hebrew Myths. The Book of Genesis (s Rafaelem Patai). New York: Doubleday, 1964; Londýn: Cassell, 1964.
- Majorca Observed. Londýn: Cassell, 1965; New York: Doubleday, 1965.
- Mammon and the Black Goddess. Londýn: Cassell, 1965; New York: Doubleday, 1965.
- Two Wise Children. New York: Harlin Quist, 1966; Londýn: Harlin Quist, 1967.
- Poetic Craft and Principle. Londýn: Cassell, 1967.
- The Poor Boy Who Followed His Star. Londýn: Cassell, 1968; New York: Doubleday, 1969.
- Greek Myths and Legends. Londýn: Cassell, 1968.
- The Crane Bag. Londýn: Cassell, 1969.
- On Poetry: Collected Talks and Essays. New York: Doubleday, 1969.
- Difficult Questions, Easy Answers. Londýn: Cassell, 1972; New York: Doubleday, 1973.
- Collected Writings on Poetry. ed. Paul O'Prey, Manchester: Carcanet Press, 1995.
- Some Speculations on Literature, History, and Religion. ed Patrick Quinn, Manchester: Carcanet Press, 2000.